# A85高速公路
法国A85高速公路是连接法国昂热和维耶尔宗的一条高速公路，与A11高速公路和A71高速公路相通，长约270千米。

## 历史
高速公路于1997年至2007年间分段通车。2018年，该公路沿线部分桥梁进行了扩宽改造。

## 互通枢纽
- A11-A85交界
- 01 (博福尔昂瓦莱)
- 02 （朗盖-瑞梅勒）
- 03 （维维-索米尔）
- 04 （阿洛讷河畔布赖）
- 05 （布尔格伊）
- 06 （雷斯蒂涅）
- 07 （朗热东）
- 08 （瓦莱尔-维朗德里）
- 09 （德吕伊-图尔）
- A10-A85互通
- 10 （埃夫尔）
- 11 （布莱雷）
- 12 （圣艾尼昂）
- 13 （谢尔河畔塞勒）
- 14 （谢尔河畔自由城/罗莫朗坦-朗特奈）
- A71-A85互通